# 脇田町 (川越市)
脇田町（わきたまち）は、埼玉県川越市の町名。郵便番号は350-1122。

## 地理
脇田町は川越市の中心市街地に位置する。主に川越駅周辺の商業地として利用される。西に脇田本町、北に新富町、東に南通や仙波町、南東に菅原町とそれぞれ接する。

### 地価
住宅街の地価では2016年（平成28年）の公示地価によれば、脇田町5番2外の地点で1,090,000（円/m2）となっている。

## 歴史
もとは江戸期より存在した入間郡河越領に属する脇田村で、古くは山田荘のうちにあったと云う。
- はじめは川越藩領で以降変遷なし[6]。
- 1871年（明治4年）
  - 7月14日 - 廃藩置県を迎え、川越県の管轄となる[7][8]。
  - 11月14日 - 第1次府県統合により、川越県が廃止され、入間県の管轄となる。
- 1873年（明治6年）6月15日 - 入間県が群馬県（第1期）と合併し、熊谷県となる。
- 1876年（明治9年）8月21日 - 第2次府県統合により、埼玉県の管轄となる。
- 1879年（明治12年）3月17日 - 郡区町村編制法により成立した入間郡に属す。郡役所は川越町に設置。
- 1884年（明治17年） - 連合戸長制の実施により、川越町連合戸長役場を設置する。
- 1889年（明治22年）4月1日 - 町村制の施行に伴ない、入間郡川越町が改めて発足、川越町の大字脇田となる[6]。
- 1922年（大正11年） - 川越町の市制施行により川越市の大字となる[6]。
- 1961年（昭和36年）3月1日 - 大字脇田の一部が仲町の一部となる[6][8]。
- 1962年（昭和37年）
  - 3月1日 -  大字脇田の一部が連雀町、中原町二丁目、新富町一丁目・二丁目、松江町一丁目、通町の各一部となる[6][8]。
  - 8月1日 - 大字脇田、大字大仙波、大仙波新田、大字小仙波、大字松郷、大字川越の各一部より脇田町が成立する[6][9]。また、大字脇田の一部が南通町の一部となる[8]。
- 1964年（昭和39年）8月1日 - 大字脇田の一部が新宿町一丁目の一部となる[6][8]。
- 1965年（昭和40年）
  - この年 - 大字脇田の一部を田町に編入する[6][8]。
  - 2月1日 - 大字脇田の一部が脇田本町、旭町一丁目〜三丁目の各一部となる[6][8]。
  - 8月1日 - 大字脇田の一部が脇田新町、広栄町となる[6][8]。大字脇田は消滅。

## 世帯数と人口
2017年（平成29年）10月1日現在の世帯数と人口は以下の通りである。
| 町丁   | 世帯数  | 人口    |
| ------ | ------- | ------- |
| 脇田町 | 818世帯 | 1,373人 |

## 小・中学校の学区
市立小・中学校に通う場合、学区は以下の通りとなる。
| 番地              | 小学校             | 中学校                 |
| ----------------- | ------------------ | ---------------------- |
| 3、5 7〜14 27〜34 | 川越市立中央小学校 | 川越市立川越第一中学校 |
| その他            | 川越市立仙波小学校 | 川越市立川越第一中学校 |

## 交通
- 町内の南西側には東武東上線とJR東日本川越線の川越駅があるが、町域内に入っているのは東口側の東武東上線側の川越駅の一部分（主に東武側の駅構内）だけである。その駅のもう一部（主にホームの一部分）と川越線側の川越駅は西隣の脇田本町の方に入っている。なお東武東上線とJR川越線は共に当町の南西を脇田本町沿いに跨いでおり、町内にはそれらの路線は通過していない。北隣の新富町にある本川越駅を発着する西武新宿線は南西方向に延び、町域西側で少しながら通過している。

- バス路線についても川越駅の東口側と西口側にそれぞれバスターミナルが存在するが当町内には東口側のバスターミナルがその枠に入る（西口側のターミナルは脇田本町内にある）。東口側のバスはすべてが東武バスウエストが乗り入れ、各方面へ運行している（行き先などについては川越駅#路線バスを参照）。

- 道路については、川越駅の東口側に三番町通りや八幡通り、アカシア通りという名称の通り道があり、上記の東武バスもそれらの道を通っている。また、本川越駅へ向かう埼玉県道229号本川越停車場線がアカシア通りと、西武新宿線近くの信号所で交差し、その新宿線と同様に県道229号も当町の西側の枠で少しながら通っている。

## 施設
地区が川越駅周辺に位置するため数多くの商業施設や民間施設が立地する。
- 東武東上本線側の川越駅（当駅の一部のホームは西隣の脇田本町にまたいでいる）
- アトレマルヒロ
- エキア（EQUIA）川越（東武川越駅側の駅構内商業施設）
- 川越警察署川越駅前交番
- みずほ銀行
- 東和銀行川越支店
- 山口病院
- クレアパーク
- 長松院